# Exophthalmometer

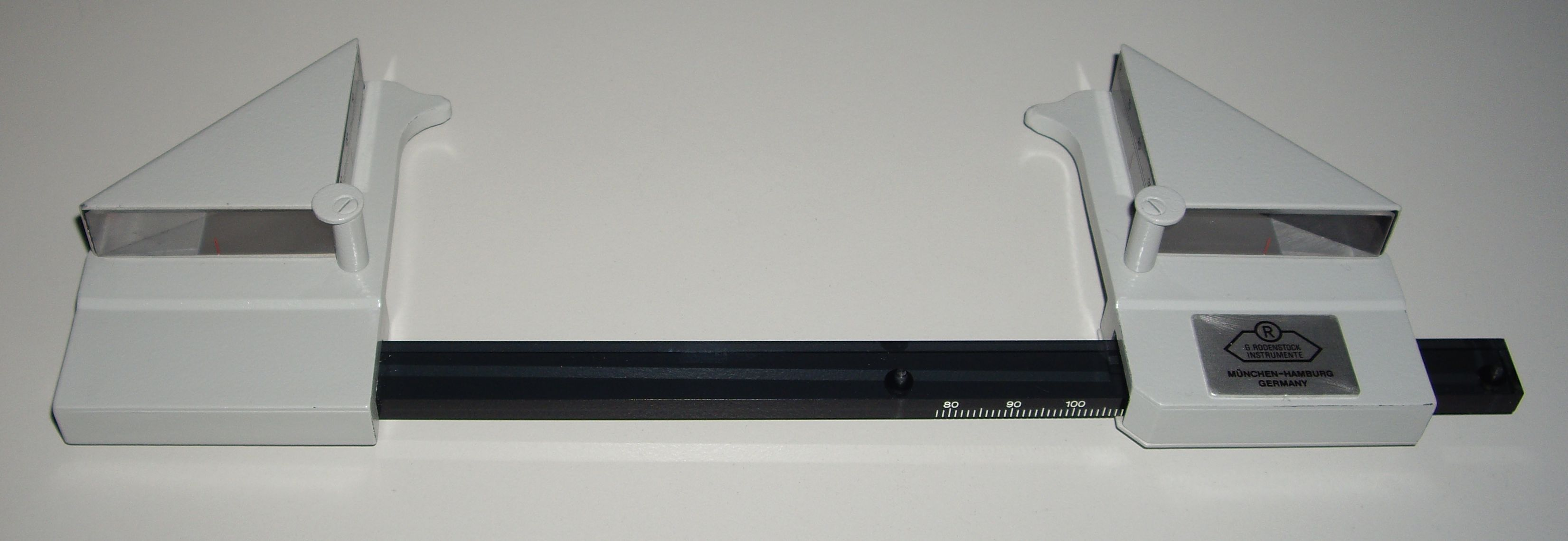
Exophthalmometer nach Hertel

Ein Exophthalmometer ist ein augenheilkundliches Untersuchungsgerät, mit dem das Hervortreten der Augäpfel (Protrusio bulbi, Exophthalmus) gemessen und quantifiziert werden kann. Dies ist insbesondere beim Krankheitsbild der endokrinen Orbitopathie eine notwendige diagnostische Maßnahme.
Das Exophthalmometer nach dem deutschen Augenarzt Ernst Hertel, welches mit einem Spiegelsystem arbeitet, hat sich hierbei als das gängigste Verfahren etabliert. Während der Untersuchung wird der sagittale Abstand der Hornhaut (Cornea) vom seitlichen knöchernen Rand der Augenhöhle (Orbita) gemessen. Werte über 20 Millimeter oder ein Seitenunterschied von mehr als 2 Millimeter gelten als krankhaft.
Ein weiteres Gerät, das leicht anzuwenden ist und gut reproduzierbare Werte liefert, stellt das Exophthalmometer nach Luedde dar. Es handelt sich hierbei um ein beidseitig kalibriertes, durchsichtiges Lineal, das auf den seitlichen Orbitarand aufgesetzt wird. Die auf beiden Seiten angebrachten Skalen verhindern beim Ablesen eine parallaktische Verschiebung und gestatten so eine genaue Messung.
Die Exophthalmometrie mittels Ultraschall nach Buschmann wird mit der Messung nach Hertel kombiniert, um die Lage des Bulbus in der Orbita zu ermitteln. Auch hier wird als Bezugspunkt die seitliche Begrenzung der Augenhöhlen herangezogen. Da über die Ultraschallmessung zudem die Achsenlänge des Auges mit einbezogen wird, lassen sich falsch deutbare Messungen bei höherer Achsenametropie, wie sie bei Messungen ausschließlich mit dem Hertelschen Exophthalmometer gelegentlich auftreten, vermeiden.
Auf Grund verschiedener Faktoren wie Streubreite der Normwerte, unterschiedliche Messergebnisse verschiedener Untersucher, Asymmetrien der Gesichtsschädel und so weiter sind die Absolutwerte mit Bedacht zu bewerten. Vielmehr liegt die klinische Signifikanz eher in den zeitlichen Vergleichsmessungen. Zudem sollten immer nur Resultate miteinander verglichen werden, die mit identischen Methoden ermittelt worden sind.